# Nagy Zoltán (közgazdász)
Nagy Zoltán (Tápiógyörgye, 1958. október 21. –) közgazdász, a Gazdasági Versenyhivatal (GVH) egykori elnöke.

## Életpályája
1978-ban vették fel a Marx Károly Közgazdaságtudományi Egyetem pénzügy szakára, ahol 1983-ban diplomázott, majd ugyanitt 1988-ban egyetemi doktori címet szerzett. 1990-ben az Amszterdami Egyetemen (UvA) tanult.
1983-ban az Ipargazdasági Intézet tudományos segédmunkatársa, majd 1985 és 1990 között az Országos Tervhivatal Tervgazdasági Intézetének előadója, majd csoportvezetője. 1991-ben a Pénzügyminisztérium kabinetfőnöke, valamint a kormány gazdasági kabinetjének irodavezetője lett. 1992 és 1994 között a Pénzügyminisztérium közigazgatási államtitkáraként dolgozott. 1994 és 1996 között az OTP Garancia Biztosító Rt. elnök-vezérigazgatójaként tevékenykedett.
1997-ben az Állami Számvevőszék igazgatói posztjára került, majd 1998-ban a Gazdasági Versenyhivatal elnökévé választották, pozíciójában 2004-ben újabb hat évre megerősítették.